# Universitatea Cluj
Universitatea Cluj, kurz auch U Cluj, ist ein rumänischer Sportverein aus Cluj-Napoca. Die Fußballabteilung des Vereins gewann im Jahr 1965 den rumänischen Fußballpokal und tritt seit 2010 in der höchsten Spielklasse, der Liga 1, an. Neben Fußball sind die wichtigsten Abteilungen des Vereins Rugby, Basketball, Handball, Volleyball und Leichtathletik. Die Fußballspieler werden Șepcile Roșii (rote Mützen) genannt, da früher die Medizinstudenten in Cluj als Teil ihrer Uniform rote Mützen trugen.

## Geschichte
Universitatea Cluj wurde im September 1919 von Studenten der Universitäten in Cluj gegründet. Der erste Präsident des Klubs war Professor Iuliu Hațieganu. In den ersten Jahren spielte U Cluj zumeist in regionalen Wettkämpfen, ehe der Verein in der Saison 1932/33 Gründungsmitglied der neuen rumänischen Profiliga, der Divizia A wurde. Nach ersten anfänglichen Erfolgen (Vizemeisterschaft 1933, Teilnahme am Pokalfinale 1934) fiel der Verein in der Liga immer mehr zurück und musste 1938 erstmals in der Divizia B absteigen.
Nach dem Zweiten Wiener Schiedsspruch im Jahr 1940 musste der Verein nach Sibiu ausweichen, da Cluj fortan (bis 1947) zu Ungarn gehörte. Nach dem Zweiten Weltkrieg kehrte der Verein wieder in seine Heimatstadt zurück.
1948 änderte U Cluj seinen Namen zunächst in CSU Cluj, ein Jahr darauf in Știința Cluj weiter. Von 1952 bis 1959 wurde Știința von Ștefan Kovács trainiert, der später als erster rumänischer Trainer mit Ajax Amsterdam einen europäischen Top-Klub trainierte. In der Saison 1964/65 feierte Știința seinen größten Vereinserfolg, als der rumänische Pokal gewonnen wurde. Anschließend spielte die Mannschaft im Europapokal der Pokalsieger mit und erreichte die zweite Runde.
Im Jahr 1966 erfolgt erneut eine Namensänderung und der Verein nahm wieder seinen alten Namen Universitatea Cluj an. In der Saison 1971/72 gelang U Cluj die beste Platzierung in der Divizia A, indem der Verein den dritten Platz erreichte. Im UEFA-Pokal schied die Mannschaft aber in der ersten Runde aus.
Ende der 1990er-Jahre folgte der Abstieg aus der Divizia A im Jahr 1999 und anschließend ein weiterer Abstieg in die Divizia C im Jahr 2000, der der Verein in der darauffolgenden Saison erstmals in seiner Vereinsgeschichte angehörte. Nach nur einem Jahr gelang unter Trainer Ioan Sabău, der seine Fußballkarriere in Cluj begonnen hatte, der sofortige Wiederaufstieg. In der Folgesaison 2001/02 war Stelian Gherman für fünf Spiele, in denen kein Sieg errungen wurde, Trainer der Mannschaft.
Am 30. Juni 2006 übernahm mit Adrian Falub ein weiterer ehemaliger Spieler die Mannschaft und führte U Cluj in der Saison 2006/07 zurück in die Liga 1. Nach den ersten zehn Meisterschaftsspielen, in denen U Cluj sieglos geblieben war, wurde Falub jedoch am 6. Oktober 2007 entlassen und am 12. Oktober 2007 durch Gheorghe Mulțescu ersetzt. Am 8. Januar 2008 wurde Mulțescu selbst durch Alpár Mészáros abgelöst, wobei zeitgleich mit Stelian Gherman auch der Besitzer einer gültigen Pro-Trainerlizenz als technischer Direktor verpflichtet wurde. Am Ende der Saison 2007/08 stieg Universitatea Cluj in die Liga II ab und Gherman musste den Verein am 11. Juli 2008 verlassen. Nach der Heimniederlage am ersten Spieltag der neuen Saison wurde zudem Trainer Mészáros am 20. August 2008 entlassen und der Interimstrainer Marius Popescu am 26. August 2008 durch Dorinel Munteanu ersetzt. Am 26. Oktober 2008 verließ Munteanu den Verein, um bei Steaua Bukarest anzuheuern. Sein bisheriger Co-Trainer Gheorghe Mihali übernahm das Traineramt bis April 2009, als Munteanu für zwei Monate als Trainer zu Universitatea Cluj zurückkehrte.
Am 8. Juli 2009 wurde der Italiener Carmelo Palilla als Nachfolger Dorinel Munteanus eingestellt, der aber schon nach drei offiziellen Spielen am 25. August 2009 seinen Trainerstuhl räumen musste. Nachdem kurzfristig Sportdirektor Marius Popescu erneut als Trainer eingesprungen war, wurde am 30. August 2009 wurde er Cornel Țălnar als neuer Trainer vorgestellt. Doch auch Țălnar, der Universitatea Cluj bereits in der Saison 1997/98 betreut hatte, konnte die Erwartungen nicht erfüllen und so wurde mit Cristian Dulca am 4. Oktober 2009 der vierte Trainer im Laufe der Hinrunde 2009/10 verpflichtet. Im Januar 2010 kam mit Viorel Hizo als technischer Direktor hinzu. Unter der Führung der beiden, die bereits bei FC Vaslui zusammengearbeitet hatten, schaffte der Verein 2010 den erneuten Aufstieg in die Liga 1. Nachdem Florian Walter, der Mäzen von Universitatea Cluj, unmittelbar nach Saisonende Marian Pană im Juni 2010 als neuen technischen Direktor eingestellt hatte, übernahm dieser Mitte Juli 2010 auch das Training der ersten Mannschaft, da Dulca nicht die notwendige UEFA-Pro-Lizenz besaß. Dulca musste in den Jugendbereich wechseln und verließ den Verein im Oktober 2010 in Richtung Delta Tulcea. Pană kündigte seinen Vertrag am 8. November 2010 und Stürmer Claudiu Niculescu übernahm für zwei Spiele auch das Traineramt, bevor am 19. November 2010 mit Ionuț Badea ein neuer Cheftrainer vorgestellt wurde. Am 13. März 2012 trat Badea zurück, nachdem er sich geweigert hatte, den Ausschluss von Gabriel Boștină aus dem Spielerkader auf Druck des Mäzens Florian Walter zurückzunehmen. Zu seinem Nachfolger wurde erneut Claudiu Niculescu ernannt, der auch noch als Spieler aktiv war. Zusätzlich wurde Emil Ursu, der bisherige Trainer des Drittligisten CS Buftea, als Manager verpflichtet, da Niculescu nicht die nötige Trainerlizenz besaß.

## Erfolge
- Rumänischer Pokalsieger: 1965
- Rumänischer Vizemeister: 1933
- Achtelfinale im Europapokal der Pokalsieger: 1966
- Pokalfinalist: 1934, 1942, 1949, 2015, 2023

Im Jugendbereich gehört U Cluj zu den besten Rumäniens und errang bisher einige Titel:
- Rumänischer U21-Meister: 1963, 1971, 1972
- Rumänischer Junioren-Meister: 1955, 1956, 1965, 1967, 1969, 1972, 1974, 2001

## Kader der Saison 2024/25
Stand: 18. August 2024
| Nr. |                 | Position | Name            |
| --- | --------------- | -------- | --------------- |
| 1   | Rumänien        | TW       | Patrik Kis      |
| 3   | Rumänien        | AB       | Bogdan Mitrea   |
| 5   | Argentinien     | AB       | Lucas Masoero   |
| 6   | Rumänien        | AB       | Iulian Cristea  |
| 7   | Rumänien        | MF       | Robert Silaghi  |
| 8   | Rumänien        | MF       | Darin Codrea    |
| 9   | Tunesien        | ST       | Adel Bettaieb   |
| 10  | Rumänien        | MF       | Dan Nistor      |
| 12  | Rumänien        | TW       | Denis Moldovan  |
| 13  | Kamerun         | ST       | Franck Tchassem |
| 17  | Spanien         | AB       | Daniel Lasure   |
| 18  | Rumänien        | AB       | Andrei Ștefan   |
| 19  | Rumänien        | ST       | Matei Moraru    |
| 20  | Rumänien        | MF       | Alexandru Bota  |
| 21  | Rumänien        | ST       | Mario Șfaiț     |
| 22  | Moldau Republik | MF       | Vadim Rață      |
| 23  | Rumänien        | MF       | Ovidiu Popescu  |

| Nr. |           | Position | Name                 |
| --- | --------- | -------- | -------------------- |
| 24  | Rumänien  | AB       | Radu Boboc           |
| 26  | Rumänien  | AB       | Dorinel Oancea       |
| 27  | Rumänien  | ST       | Alexandru Chipciu    |
| 30  | Litauen   | TW       | Edvinas Gertmonas    |
| 33  | Rumänien  | TW       | Andrei Gorcea        |
| 41  | Rumänien  | AB       | Alin Techereș        |
| 77  | Rumänien  | ST       | Vladislav Blănuță    |
| 93  | Senegal   | ST       | Mamadou Thiam        |
| 94  | Rumänien  | MF       | Ovidiu Bic           |
| 98  | Rumänien  | MF       | Gabriel Simion       |
| 99  | Kap Verde | ST       | Berto                |
|     | Schweiz   | AB       | Jasper van der Werff |
|     | Rumänien  | MF       | Rareș Scocîlă        |
|     | Rumänien  | ST       | Vlad Moraru          |
|     | Rumänien  | MF       | David Molnar         |

## Bekannte Spieler
- Mihai Adam
- Dan Anca
- Tiberiu Bălan
- Fábio Bilica
- Răzvan Cociș
- Anton Doboș
- Cristian Dulca
- Adrian Falub
- George Florescu
- Vasile Gain
- Gabriel Giurgiu
- Dorin Goga
- Emil Jula
- Maximilian Nicu
- Emil Petru
- Florin Prunea
- Ioan Sabău
- Andrei Sepci

## Ehemalige Trainer
- Dan Anca (Oktober 1989 bis März 1990, Oktober 1993 bis Sommer 1994, Oktober 1995 bis Sommer 1997, Dezember 1998 bis Sommer 1999)
- Cornel Țălnar (1997 bis 1998, 30. August 2009 bis 4. Oktober 2009)
- Ioan Sabău (2000 bis Sommer 2001, Sommer 2003 bis 2003)
- Stelian Gherman (2001 bis 2002)
- Mircea Cojocaru (2003 bis Juli 2004)
- Marin Ion (Juli 2004 bis 8. Juli 2005)
- Leontin Grozavu (8. Juli 2005 bis Sommer 2006)
- Adrian Falub (30. Juni 2006 bis 6. Oktober 2007)
- Gheorghe Mulțescu (12. Oktober 2007 bis 8. Januar 2008)
- Alpár Mészáros (8. Januar 2008 bis 20. August 2008)
- Marius Popescu (20. August 2008 bis 26. August 2008, 25. August 2009 bis 30. August 2009, Oktober 2012 bis November 2012, November 2012 bis Februar 2013)
- Dorinel Munteanu (26. August 2008 bis 26. Oktober 2008, April 2009 bis Juni 2009)
- Gheorghe Mihali (26. Oktober 2008 bis April 2009)
- Carmelo Palilla (8. Juli 2009 bis 25. August 2009)
- Cristian Dulca (4. Oktober 2009 bis Juli 2010, Juli 2012 bis Oktober 2012)
- Marian Pană (Juli 2010 bis 8. November 2010)
- Claudiu Niculescu (8. November 2010 bis 19. November 2010, 14. März 2012 bis Juli 2012)
- Ionuț Badea (19. November 2010 bis 13. März 2012)
- Marius Șumudică (November 2012)
- Ioan Viorel Ganea (Februar 2013 bis September 2013)
- Gheorghe Barbu (Oktober 2013)
- Mihai Teja (seit Oktober 2013)

## Fans
Die Fans von U Cluj sind über ganz Rumänien verteilt, vor allem in Siebenbürgen. Ein Grund für die große Anhängerschaft ist die Tatsache, dass in Cluj-Napoca viele Universitäten angesiedelt sind: Sie besuchen während des Studiums die Heimspiele und verteilen sich nach dem Abschluss über das ganze Land.